# Nava de la Asunción
Nava de la Asunción é um município da Espanha na província de Segóvia, comunidade autónoma de Castela e Leão, de área 83,15 km² com população de 2875 habitantes (2007) e densidade populacional de 32,05 hab/km².

## Demografia
| Variação demográfica do município entre 1991 e 2004 | Variação demográfica do município entre 1991 e 2004 | Variação demográfica do município entre 1991 e 2004 | Variação demográfica do município entre 1991 e 2004 |
| --------------------------------------------------- | --------------------------------------------------- | --------------------------------------------------- | --------------------------------------------------- |
| 1991                                                | 1996                                                | 2001                                                | 2004                                                |
| 2682                                                | 2692                                                | 2624                                                | 2645                                                |